# Charles K. Harris
Charles K. Harris, född Charles Kassell Harris 1 maj 1865 i Poughkeepsie i New York i USA, död 22 december 1930 i New York, var en amerikansk banjospelare, kompositör och sångtextförfattare.

## Fotnoter
1. ↑  U.S., Passport Applications, 1795-1925, Ancestry, läst: 21 november 2022.[källa från Wikidata]
2. 1 2 3  Find a Grave, läs online, läst: 21 november 2022.[källa från Wikidata]
3. 1 2 3  läs online, The New York Times , läst: 21 november 2022.[källa från Wikidata]
4. 1 2  Find a Grave, läs online, läst: 2 juli 2024.[källa från Wikidata]
5. ↑  Musicalics, Musicalics kompositörs-ID: 98877, läst: 5 april 2022.[källa från Wikidata]